# Hyphessobrycon eques
Hyphessobrycon eques és una espècie de peix de la família dels caràcids i de l'ordre dels caraciformes.

## Morfologia
- Els mascles poden assolir 3,1 cm de llargària total.[2][3]

## Reproducció
És ovípar.

## Alimentació
Menja cucs, crustacis, insectes i plantes.

## Hàbitat
Viu a àrees de clima tropical entre 22 °C - 26 °C de temperatura.

## Distribució geogràfica
Es troba a Sud-amèrica, a les conques dels rius Amazones, Guaporé i Paraguai.